# Cyprinodon longidorsalis
Espèce
Statut de conservation UICN

 EW  : Éteint à l'état sauvage
Cyprinodon longidorsalis est une espèce de poissons de la famille des Cyprinodontidae. Elle était endémique du sud-ouest du Nuevo León, au Mexique.

## Description
Cette espèce est unique en ayant les caractères suivants : une longue dorsale déprimée atteignant postérieurement des 3/4 de la longueur du pédoncule caudal à la base caudale ; origine dorsale devant la nageoire pelvienne ; 0-2 dents sur le quatrième cératobranchial ; lèvres aussi épaisses ou plus épaisses que le diamètre de la pupille, plus basses une large avec un pli marqué dans la fente ; mâles bleu doré de la tête au corps, avec 7-8 barres, les 3-4 premières seulement sur le dos, les autres à évent ; femelles avec ocellus central régulier de la nageoire dorsale plus grande que la pupille.

## Conservation
Cette espèce est considérée comme éteinte à l'état sauvage par l'UICN,,.